# Entomica Insectarium
Koordinaten: 46° 30′ 16,9″ N, 84° 19′ 26″ W

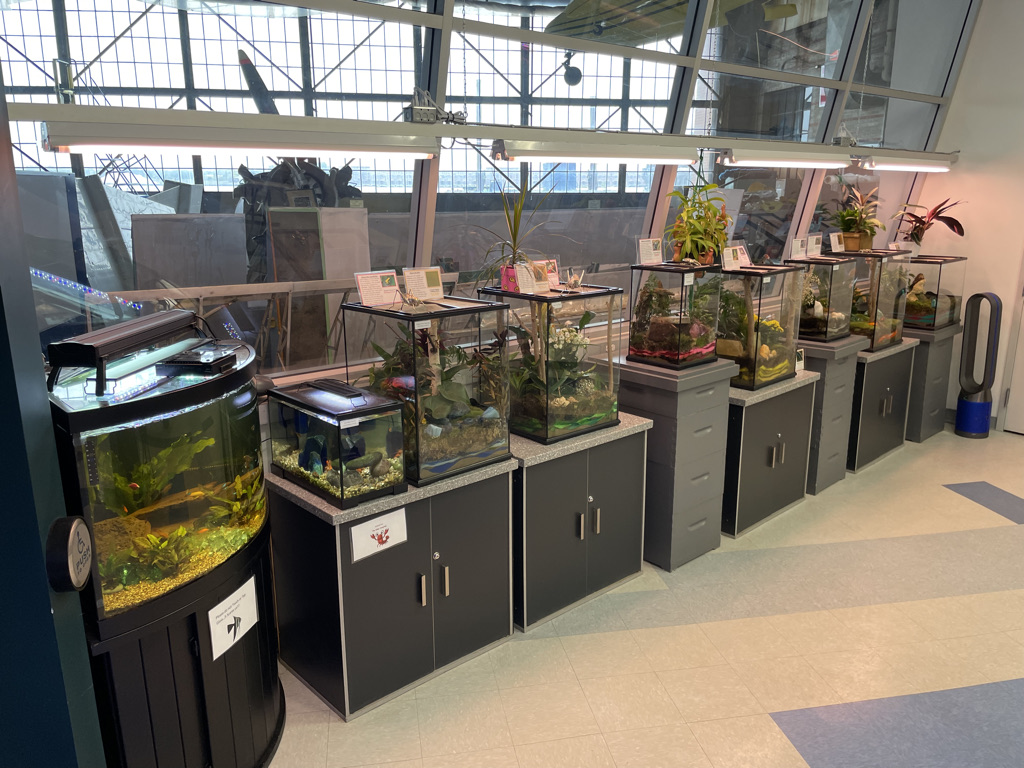
Terrarien im Entomica Insectarium

Das Entomica Insectarium ist ein Insektarium, das sich in Sault Ste. Marie in der kanadischen Provinz Ontario befindet. Es ist ein Teil des Canadian Bushplane Heritage Centre und versteht sich als ein insektenorientiertes Wissenschaftszentrum, das als Non-Profit-Organisation geführt wird.

## Geschichte
Im Juni 2014 fand auf dem Mill Market in Sault Ste. Marie eine Ausstellung verschiedener Insektenarten statt, die in diesem ersten Monat bereits Tausende von Besuchern anlockte. Die Ausstellung erzielte nationale Anerkennung als Bildungs-, Unterhaltungs- und Forschungseinrichtung. Auf ihrer 14. Jahreskonferenz verlieh die Canadian Association of Science Centres (CASC), die 45 kanadische wissenschaftliche Institute, Museen, Aquarien und Planetarien repräsentiert, der Insektenausstellung im Jahr 2016 in Anerkennung für ihre Arbeit aus der Welt der Insekten eine besondere Auszeichnung. Einen Sonderpreis erhielt das Insektarium zudem für das beste Seniorenprogramm. Die Initiatoren siedelten das Insektarium daraufhin mit erweiterten Ausstellungsräumen in das Canadian Bushplane Heritage Centre um und eröffneten es im Januar 2017 als Non-Profit-Organisation.
Im März 2017 erhielt das Insektarium eine Einladung, um Exponate während des Earth Day Weekend im Royal Ontario Museum (ROM) in Toronto zu zeigen. Im September 2017 beteiligte sich das Insektarium an einer Veranstaltung der in Sault Ste. Marie stattfindenden Episode der Unterhaltungsserie Amazing Race Canada, in der die Teilnehmer ungewöhnliche, oftmals unangenehme Aufgaben lösen müssen. Im vorliegenden Fall sollten die in einem Behälter, der über den Kopf eines Teilnehmers gestülpt wurde, darin befindlichen cockroaches (Kakerlaken) gezählt werden. Obwohl das Spiel nicht zu den wissenschaftlichen Ansprüchen des Insektariums passt, wurde die Teilnahme eingegangen, in erster Linie, um für das Insektarium Aufmerksamkeit zu erlangen, sowie um benötigte Spenden zu sammeln.
2019 wurde das Entomica Insectarium im Rahmen einer Feier als ein Unternehmen ausgezeichnet, das vorbildlich für den Tourismus in Sault Ste. Marie beigetragen hat.
Zum Betrieb ist das Insektarium auf Spenden sowie auf staatliche Unterstützung angewiesen. Aufgrund der COVID-19-Pandemie konnten zeitweise keine Einnahmen erzielt werden. Das Überleben des Insektariums wurde 2021 durch staatliche Zuschüsse gesichert, wobei das Canadian Bushplane Heritage C $ 74.900 und das Entomica Insectarium C $ 49.900 erhielten.
Das Entomica Insectarium nahm an der Great Northern Ontario Roadshow 2022 in Thunder Bay teil, einer Veranstaltung, die verschiedenen Organisationen die Gelegenheit gibt, um zu zeigen, was ihre Gemeinde bzw. ihre Region an Besonderheiten bietet. Das Insektarium präsentierte eine Auswahl an lebenden Insekten, die auch berührt werden durften.

## Artenspektrum

### Gliederfüßer
Schwerpunktmäßig werden lebende Insekten und ihre Entwicklung im Entomica Insectarium gezeigt. Dazu zählen Schmetterlinge (Lepidoptera), Käfer (Coleoptera), Schaben (Blattodea), Heuschrecken (Orthoptera), Fangschrecken (Mantodea), beispielsweise die Australischen Riesenmantis (Hierodula majuscula) und Gespenstschrecken (Phasmatodea) mit Wandelnden Blättern (Phylliinae). Daneben werden auch weitere Gliederfüßerarten (Arthropoda), beispielsweise Spinnentiere (Arachnida) mit Vogelspinnen (Theraphosidae), Tausendfüßer (Myriapoda) und Krebstiere (Crustacea) ausgestellt. Neben den lebenden Tieren können außerdem präparierte Insekten in Schaukästen besichtigt werden.

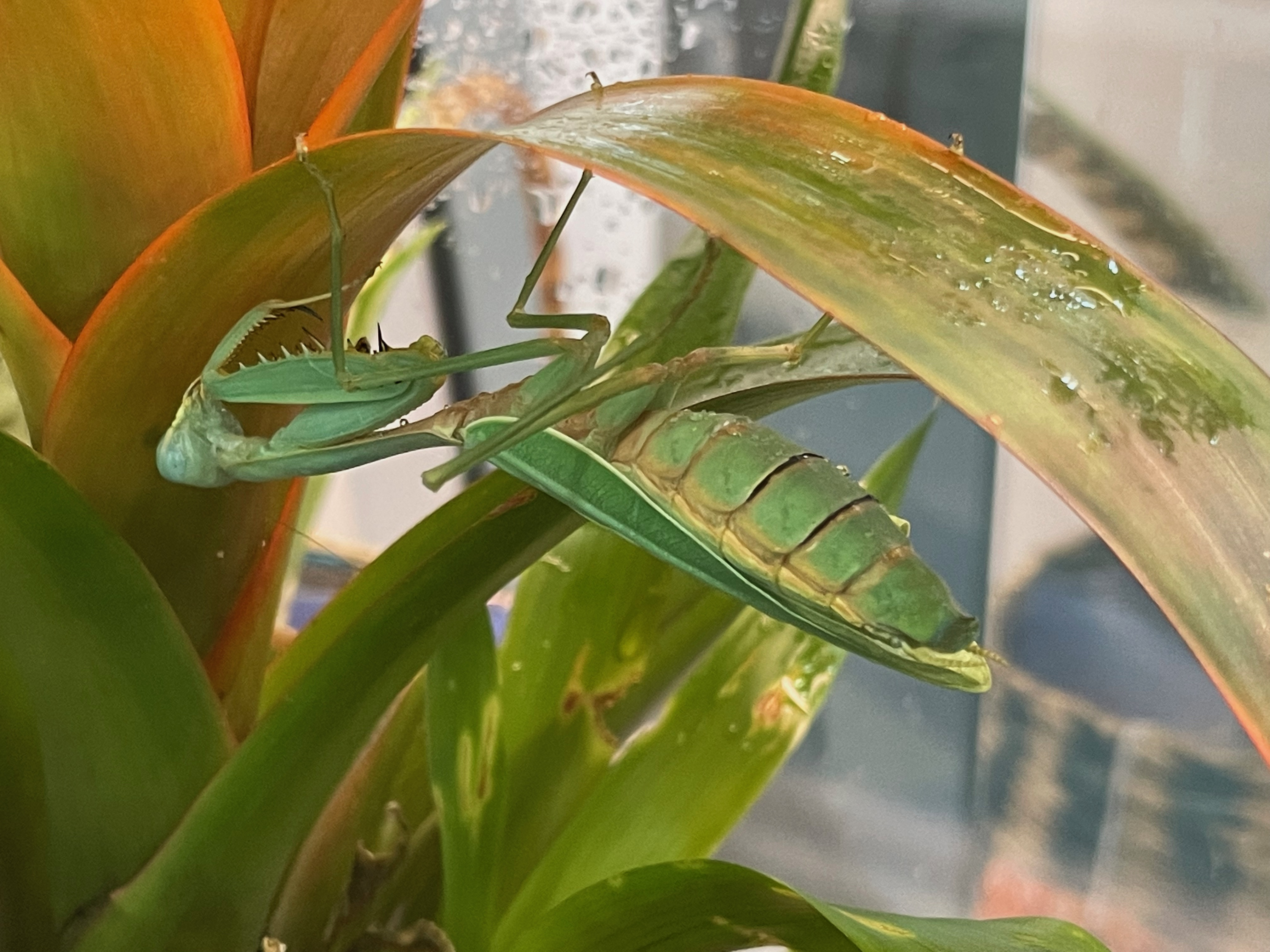
Australische Riesenmantis
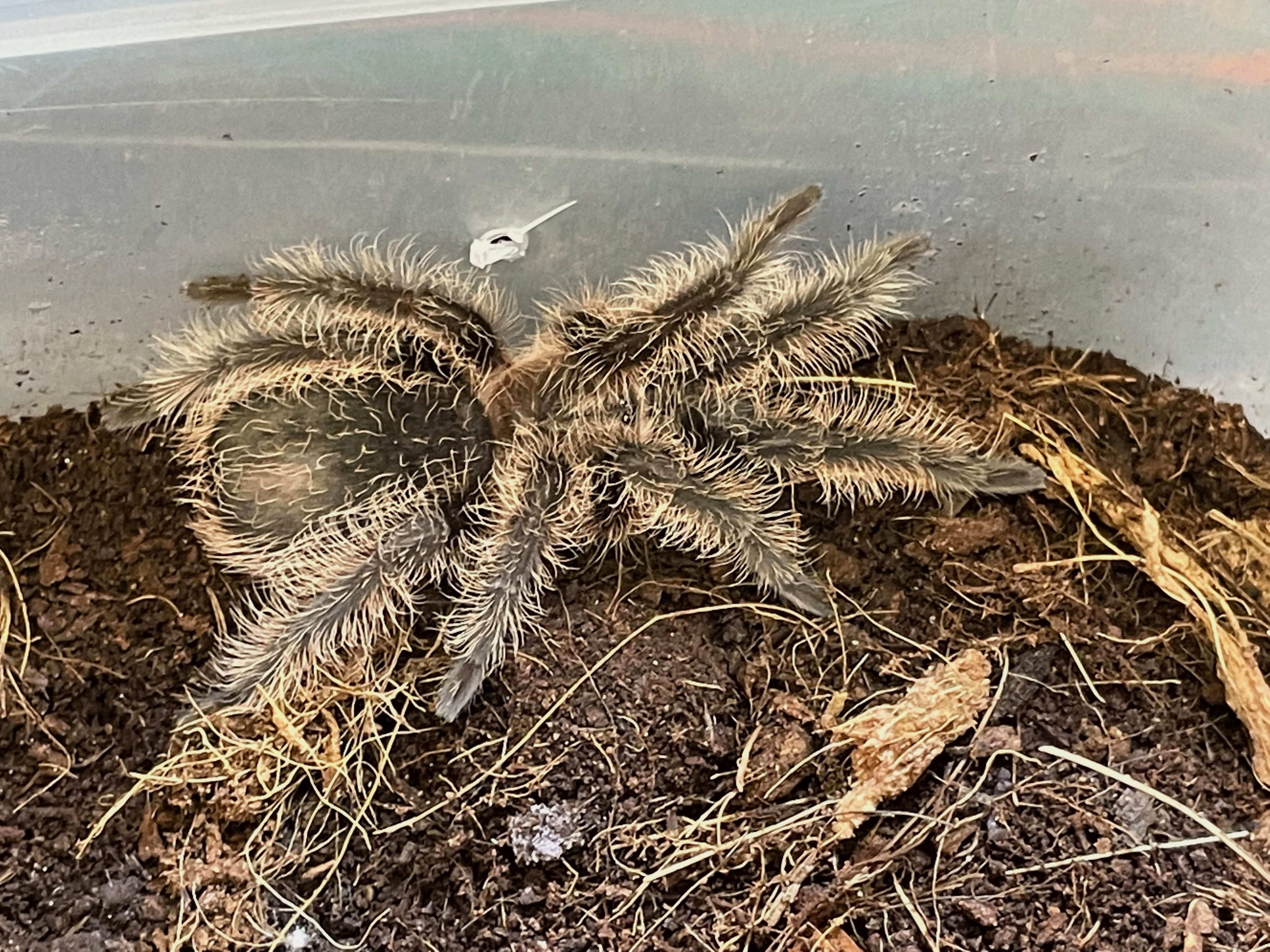
Tliltocatl albopilosus Kraushaar-Vogelspinne
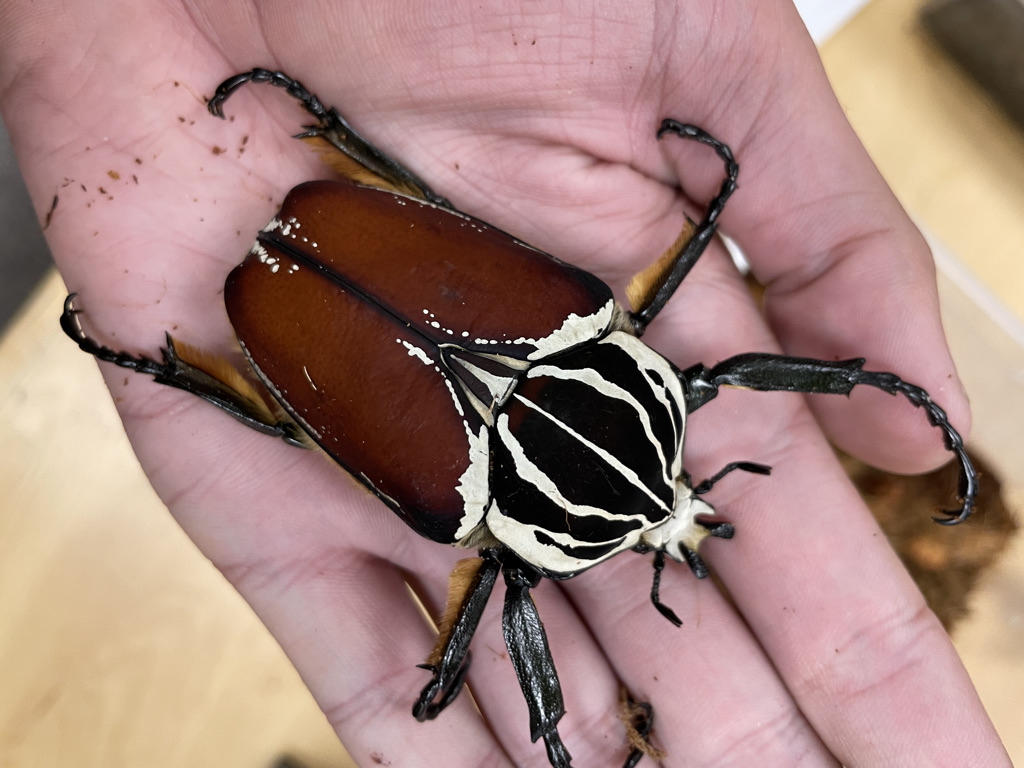
Goliathkäfer (Goliathus)
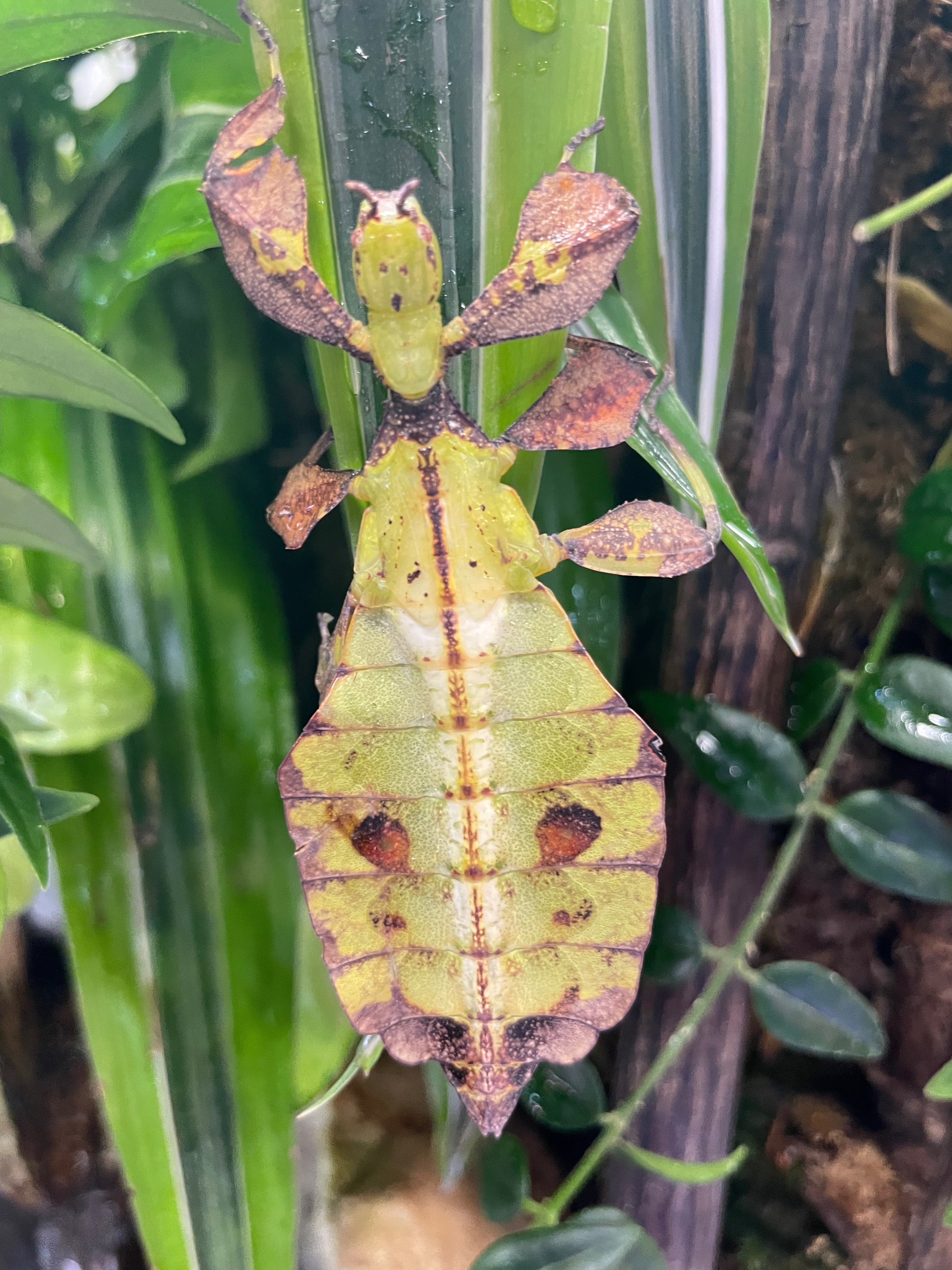
Wandelndes Blatt
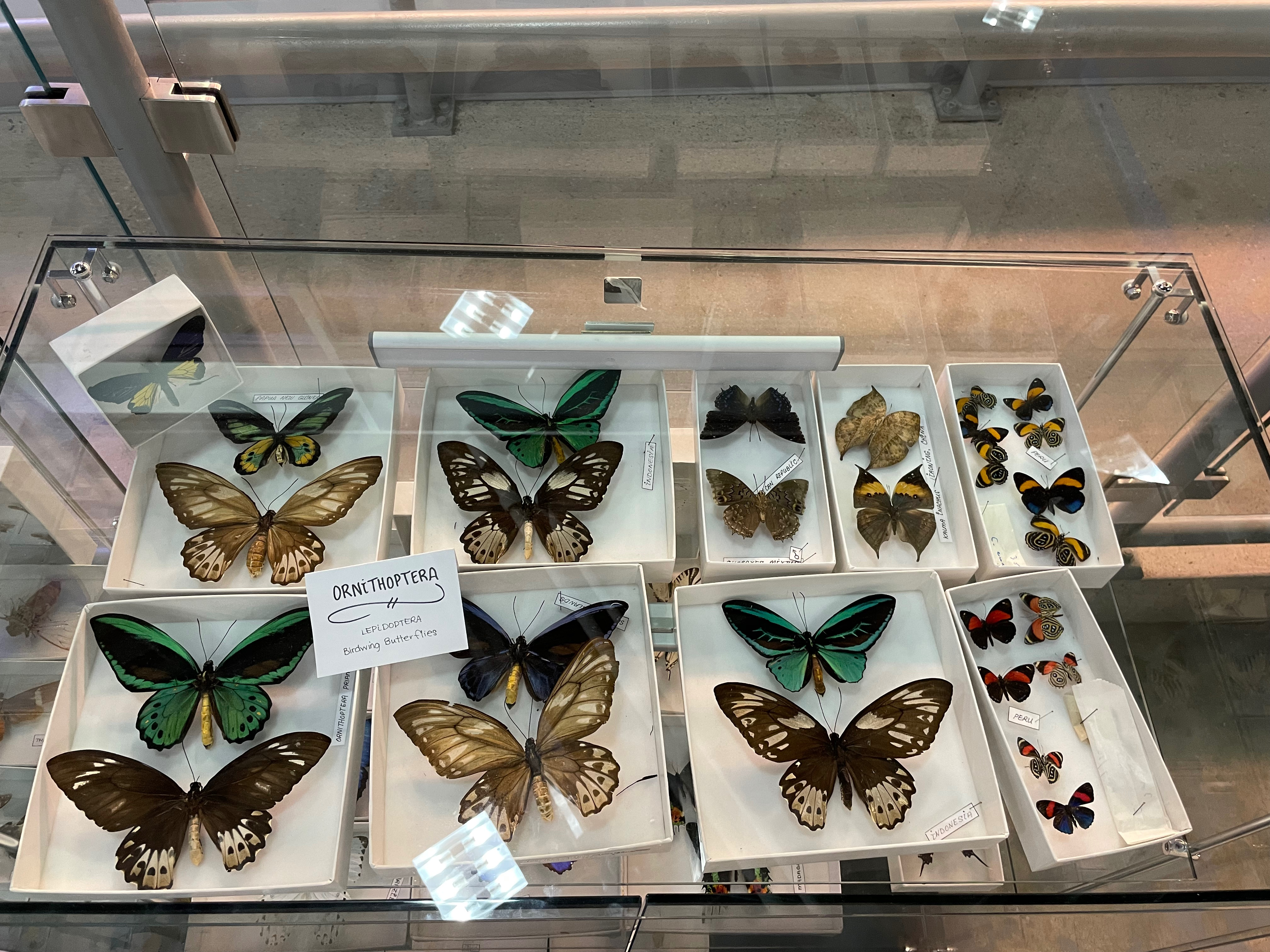
Schaukästen mit Schmetterlingen

### Amphibien und Reptilien
In mehreren Terrarien sind im Entomica Insectarium neben den Gliederfüßern außerdem Amphibien- und Reptilienarten zu sehen. Dazu zählen Laubfrösche (Hylidae), beispielsweise der Neuguinea-Riesenlaubfrosch (Nyctimystes infrafrenatus), Baumsteigerfrösche (Dendrobatidae), wie der Schreckliche Pfeilgiftfrosch (Phyllobates terribilis), Kröten (Bufonidae), Geckos (Gekkonidae) und Chamäleons (Chamaeleonidae). An weiteren Tierarten sind zuweilen einige Schnecken (Gastropoda) zu sehen.

## Galerie
Nachfolgende Bildreihe zeigt einige Amphibien und Reptilien aus dem Bestand des Entomica Insectariums:

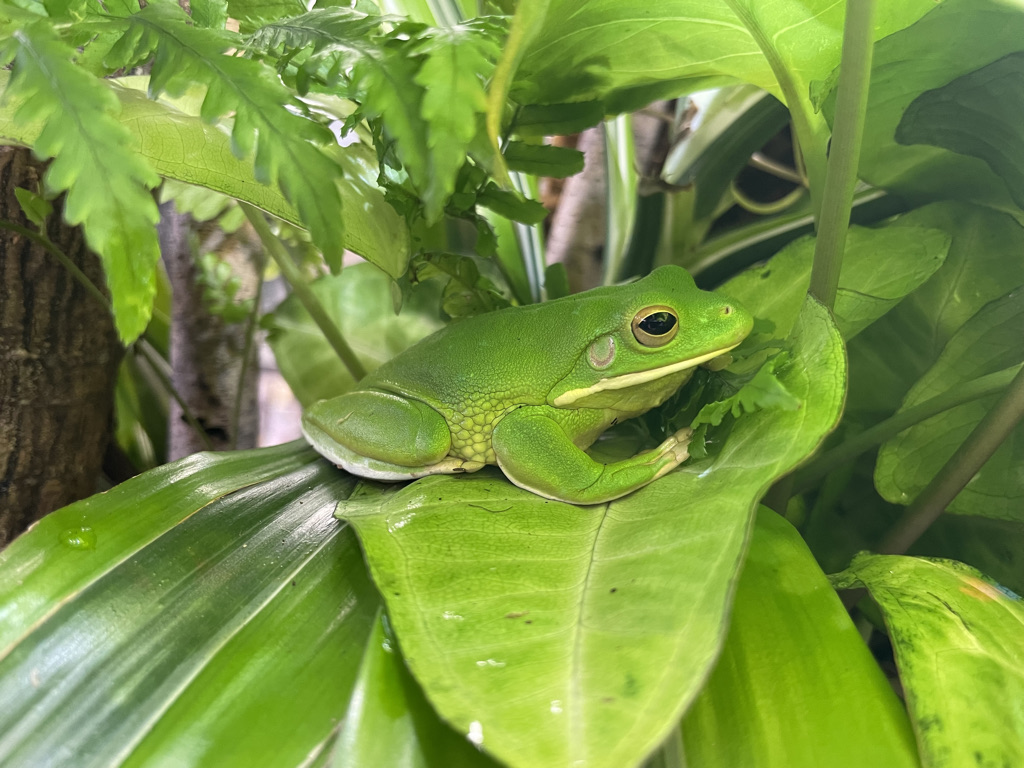
Neuguinea-Riesenlaubfrosch
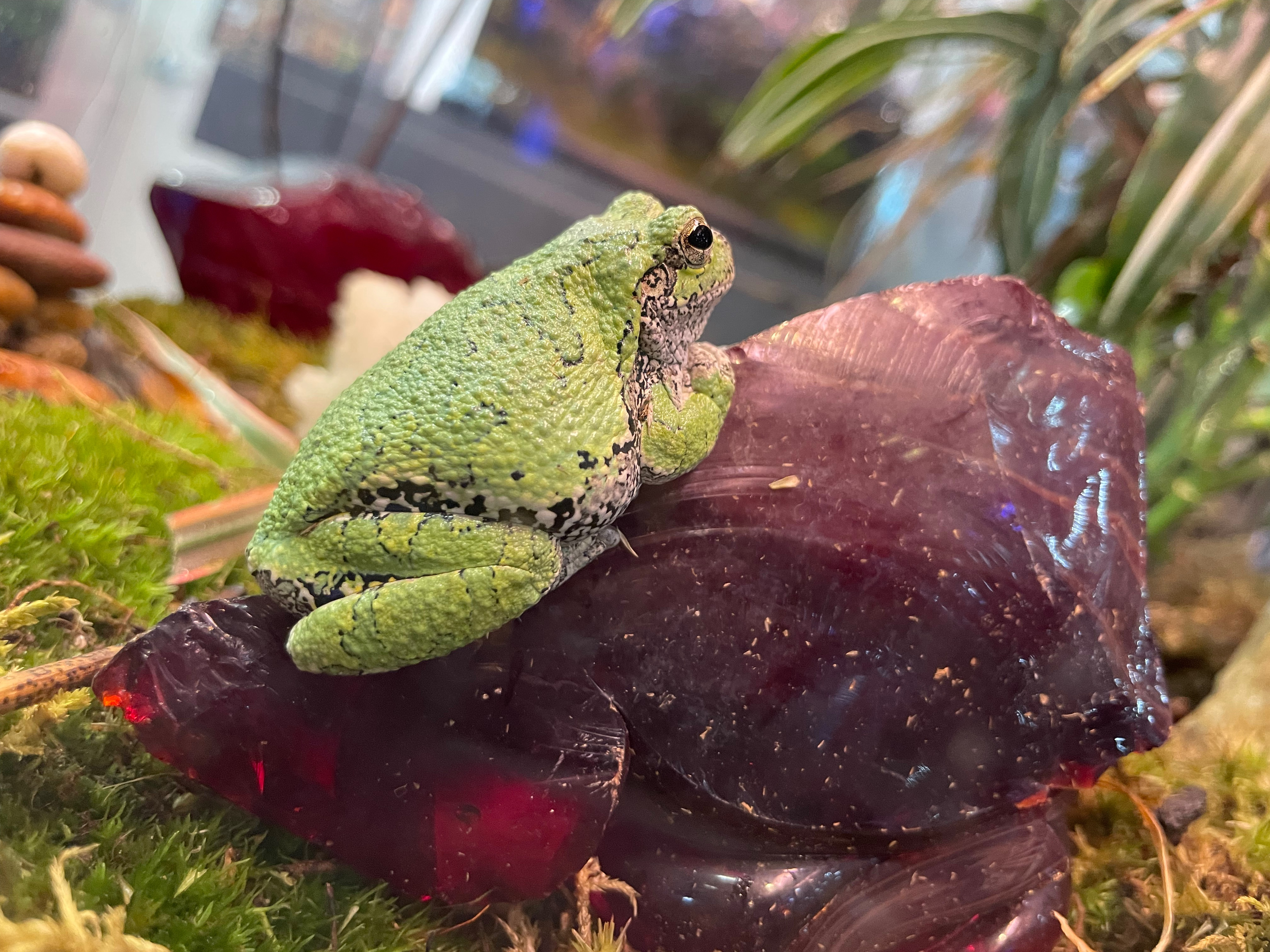
Dryophytes versicolor
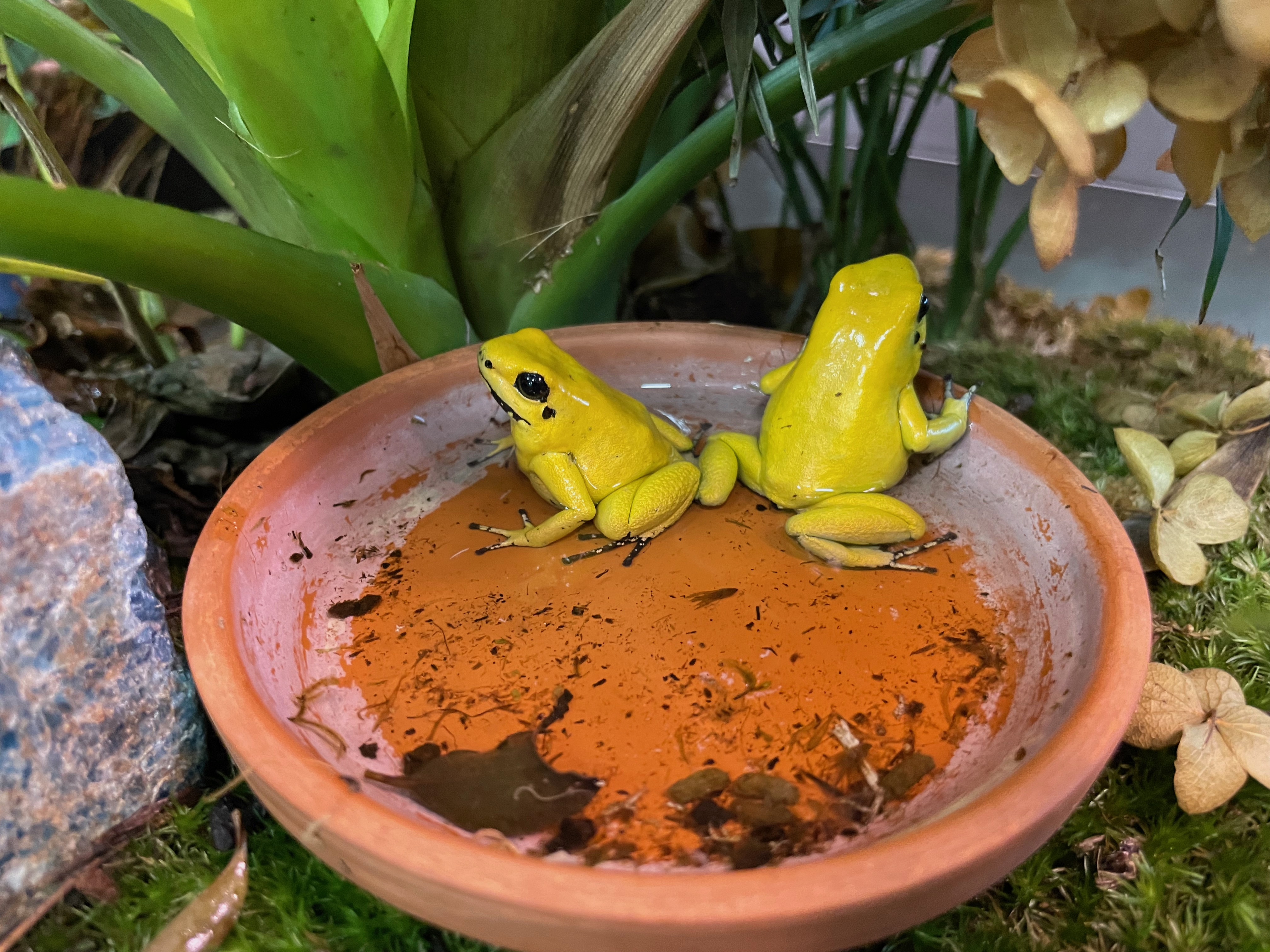
Schreckliche Pfeilgiftfrösche
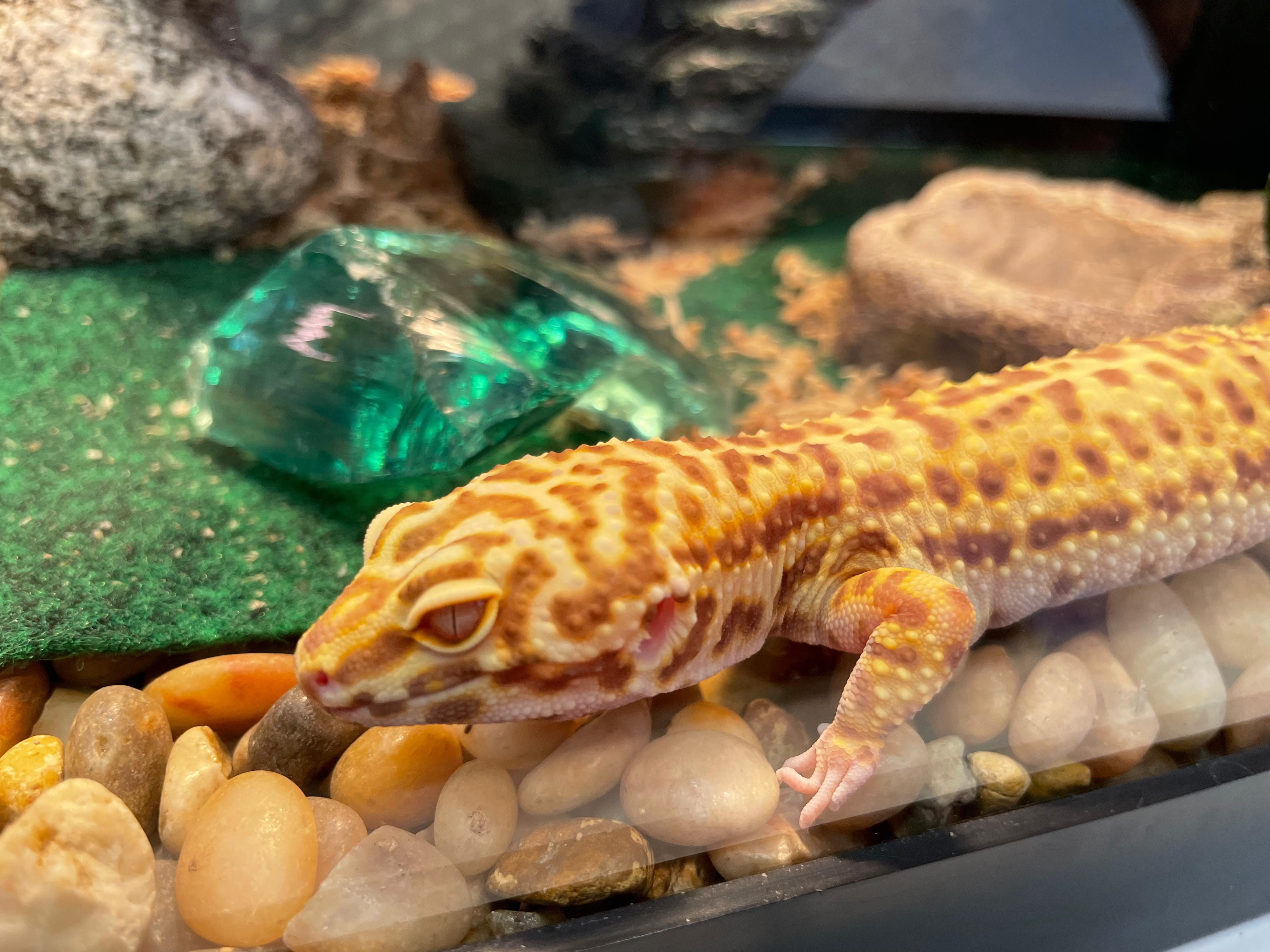
Leopardgecko (Eublepharis macularius)
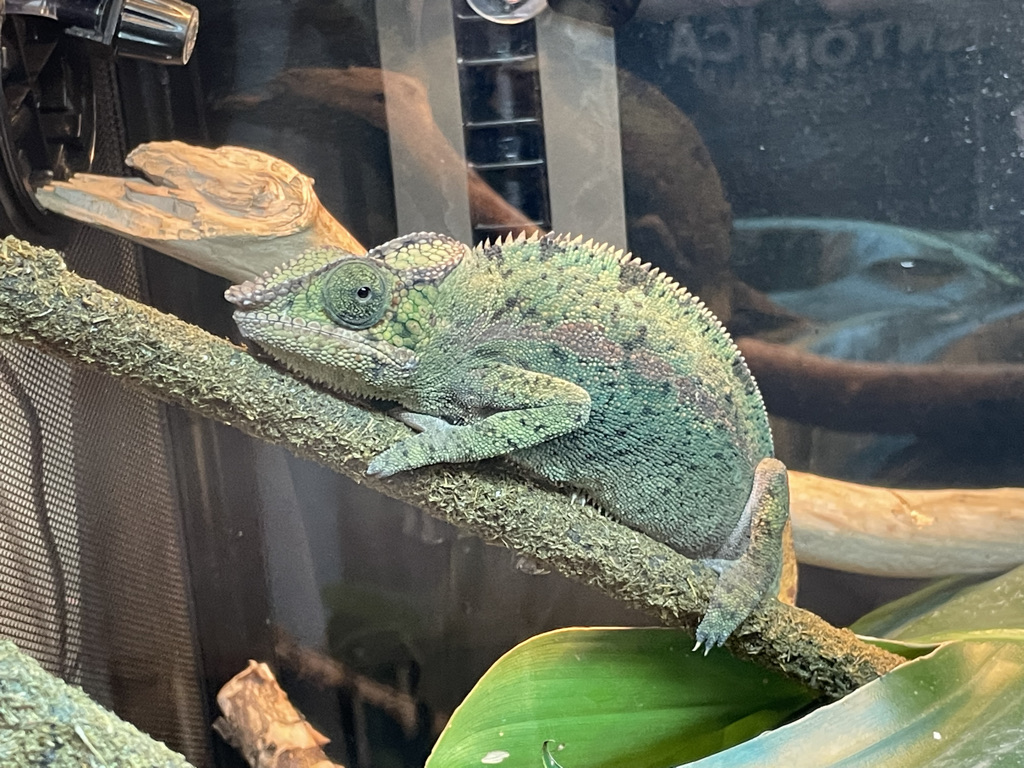
Pantherchamäleon (Furcifer pardalis)